# Cultura de Bromme
La cultura de Bromme és una cultura arqueològica del Paleolític superior tardà. Té una cronologia de c. 11.600 - 9.800 aC, que correspon a la segona meitat de l'oscil·lació d’Allerød.
En aquesta època, els rens eren les preses més importants, però la gent de la cultura de Bromme també caçava ants, goluts i castors. El paisatge era una combinació de taiga i tundra.

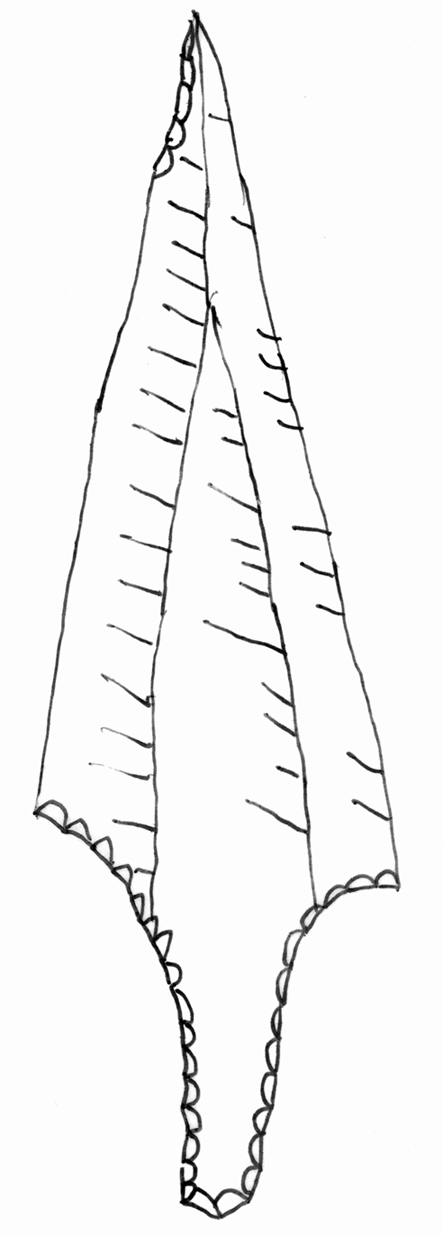
Punta de fletxa de la cultura de Bromme.

La cultura rep el nom d’un jaciment situat a Bromme, a l’oest de Zelanda, i apareix al registre arqueològic de diversos jaciments de Dinamarca i Slesvig-Holstein. A Suècia, apreix en un dels assentaments més antics del país coneguts a Segebro, prop de Malmö.
Es caracteritza per la utilització d'ascles lítiques contundents que servien per a l'ús de tot tipus d'eina, principalment alenes, rascadors i puntes espigades. No s'ha trobat cap destral de pedra.
La cultura de Bromme i la cultura ahrensburguiana són tan similars que s'ha proposat classificar-les com una de sola, sota l'etiqueta de cultura de Lyngby; en aquest cas la cultura de Bromme se la reconeixeria com una branca nord més antiga dins de la mateixa cultura d'Ahrensburg.

## Paleoclima
Cap al 11.800 aC va començar un nou període càlid anomenat Allerød. La temperatura estival va augmentar fins als 13-14 ° C. Totes les terres baixes del nord d'Europa formaven una àrea continental des l'oest d'Anglaterra fins al llac de gel del Bàltic (més tard el mar Bàltic); Bornholm no tenia sortida al sud. Grans parts de la tundra s'envaïren gradualment a favor d'un bosc de bedolls obert. A més del bedoll, al bosc hi eren presents altres especies com el sorbus, el trèmol, el salze o el pi; el sòl del bosc obert proporcionava bones oportunitats de creixement per a herbes i pastures que oferien aliment a la vida salvatge.
La vida salvatge consistia principalment en ramats de rens, ants i de cérvols gegants irlandesos.